# 贾桂武
贾桂武（1951年—），陕西兴平人，汉族，中华人民共和国政治人物、第十一届全国人民代表大会陕西地区代表。
毕业于解放军西安政治学院政工专业，是中共党员。担任武警陕西省总队总队长。2008年起担任全国人大代表。